# Sos'va (affluente della Tavda)
La Sos'va (in russo Сосьва?) è un fiume della Russia siberiana occidentale (Oblast' di Sverdlovsk e di Tjumen'), ramo sorgentifero di destra della Tavda, nel bacino dell'Ob'.
Nasce dal versante orientale degli Urali settentrionali, scorrendo dapprima nella zona pedemontana con direzione prima orientale, successivamente meridionale; entra successivamente nel bassopiano siberiano occidentale, piatto e paludoso, volgendo il suo corso verso sudest. Riceve in questo tratto da destra la Kakva e la Ljalja, i suoi due maggiori affluenti; nei pressi della cittadina di Sos'va prende direzione nordorientale, che mantiene per alcune decine di chilometri fino ad unirsi con la Loz'va nei pressi di Gari, formando la Tavda. Altri affluenti della Sos'va sono il Vagran e la Tur'ja, da destra, e il Langur, da sinistra.
Il fiume è gelato, mediamente, da novembre ad aprile, compresi; in questo periodo si hanno le portate minime annuali, mentre nella tarda primavera si manifestano le piene, quando il livello delle acque può salire anche di 5 o 6 metri sopra il normale e la portata, mediamente intorno ai 113 m³/s (nel basso corso) può salire fino a superare i 2.000.
Il fiume è navigabile per 333 km a monte della foce; la maggiore città bagnata nel suo corso è la cittadina omonima, mentre l'importante città industriale di Serov sorge a qualche chilometro di distanza dal suo corso.